# بیدار (فیلم)
بیدار (به انگلیسی: Awake) فیلمی است محصول سال ۲۰۰۷ و به کارگردانی جوبی هارولد است. در این فیلم بازیگرانی همچون هایدن کریستنسن، جسیکا آلبا، ترنس هاوارد، لنا اولین و آرلیس هاوارد ایفای نقش کرده‌اند.